# Terko

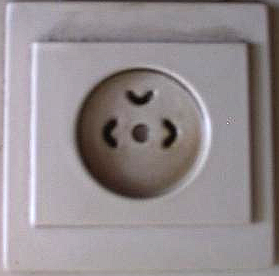
Terko-Steckdose

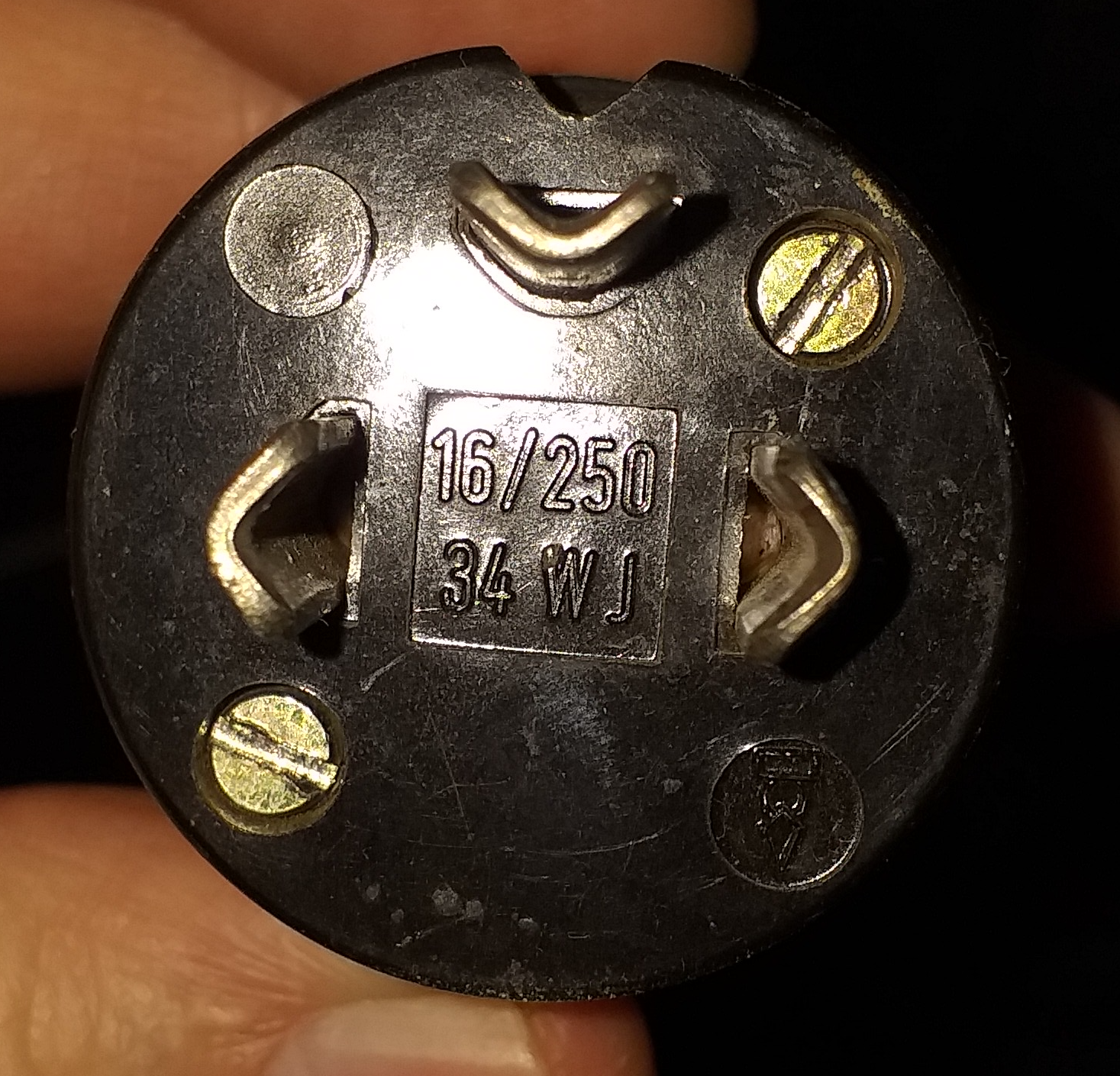
Terko-Stecker

Terko ist der Handelsname für ein proprietäres elektrisches Stecksystem für Niederspannungsnetze.

## Geschichte
Das Terko-Stecksystem basiert auf der abgelaufenen Patentschrift DE919299 vom 18. Oktober 1954 und wurde für Sonderstromnetze mit Gleich- oder Wechselspannung verwendet. Mit diesem Stecksystem kann die Unverwechselbarkeit bei Sondernetzen sichergestellt werden. Aufgrund steigender Anforderungen an den Berührungsschutz ging die Verwendung des Stecksystems ab den 1980er-Jahren stark zurück. 
Das Stecksystem ist teilweise noch als Restposten im Elektrohandel erhältlich. Der Hersteller Busch-Jaeger hat es aber aus dem Katalog genommen. Es gab Stecker, Kupplungen, Aufputzsteckdosen und Unterputzsteckdosen.

## Technische Daten
- Stecksystem: P+N+E, verpolungssicher, Stecker kann nur in einer Position eingesteckt werden.
- Phase und Neutral sind verpolungssicher gekennzeichnet.
- der obere Kontakt ist Schutzerde
- Spannung: 250 V
- Strom: 16 A
- Für Sondernetze nach VDE 0100 G 7.76 § 31a 2.1, zur Sicherstellung der Unverwechselbarkeit einsetzbar.